# Teorema del mono infinito

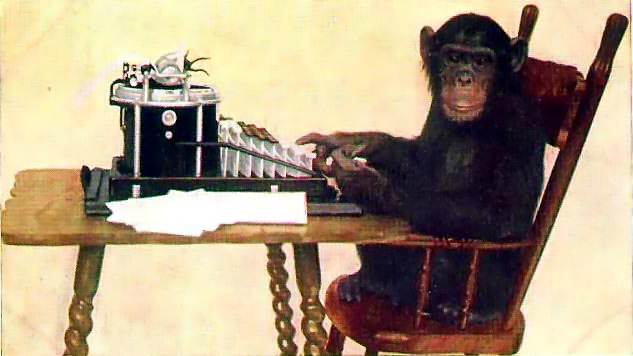
De acuerdo con el segundo enunciado Borel-Cantelli, con suficiente tiempo, un chimpancé escribiendo al azar podría escribir una obra de Shakespeare (o cualquier otro texto).

El teorema del mono infinito afirma que un mono pulsando teclas al azar sobre un teclado durante un periodo de tiempo indefinido podrá escribir finalmente cualquier texto dado. En el mundo angloparlante, se suele utilizar el Hamlet de Shakespeare como ejemplo, mientras en el mundo hispanohablante se utiliza el Quijote de Cervantes.
En este contexto, el término casi seguramente es un término matemático con un sentido preciso y el "mono" no es en realidad un mono, sino que se trata de una metáfora de la creación de una secuencia aleatoria de letras ad infinitum. 
La idea original fue planteada por Émile Borel, en 1913, en su libro Mécanique Statistique et Irréversibilité. Borel dijo que si un millón de monos mecanografiaran diez horas al día era extremadamente improbable que pudiesen producir algo que fuese igual a lo contenido en los libros de las bibliotecas más ricas del mundo y aun así, en comparación, sería aún más inverosímil que las leyes de la estadística fuesen violadas, siquiera someramente. Para Borel, el propósito de la metáfora de los monos era ilustrar la magnitud de un acontecimiento extraordinariamente improbable.
Después de 1970, la popular imagen de los monos se extendió hasta el infinito, convirtiéndose en que si un infinito número de monos mecanografiaran por un intervalo indefinido de tiempo producirían texto legible. Insistir en ambos infinitos es, esperemos, excesivo. Un solo mono inmortal que ejecutase infinitamente tecleos sobre una máquina de escribir podría escribir cualquier texto dado, además, el texto sería producido un infinito número de veces. 

## Bosquejo intuitivo del teorema
El teorema del mono infinito es directamente demostrable, incluso sin necesidad de resultados más avanzados. Si dos acontecimientos son estadísticamente independientes, queriendo decir esto que ninguno de ellos afecta al resultado del otro, entonces, la probabilidad de que ambos sucedan es igual al producto de las probabilidades individuales de que suceda cada uno. Por ejemplo, si las probabilidades de lluvia en Sídney en un día en particular es 0,3 y la probabilidad de que ese mismo día haya un terremoto en San Francisco es de un 0,8, entonces, la probabilidad de que ambos sucedan el mismo día es 0,3x0,8=0,24.
Ahora, suponiendo que un teclado tenga 50 teclas y la palabra a ser escrita es “banana”, mecanografiando al azar, la probabilidad de que la primera letra escrita sea b es 1/50, de que la segunda sea a es 1/50, etc. Dichos eventos son estadísticamente independientes, así que la probabilidad de que las seis primeras letras escritas sean “banana” es 1/506.
Ahora, las probabilidades de no escribir “banana” en cada bloque de 6 letras es 1-1/506. Dado que cada bloque debe ser considerado independientemente, la probabilidad X de no escribir “banana” en los n primeros de 6 letras es X=(1-1/506)n. A medida que n aumenta, X se reduce. Para n=1.000.000, X=99.99%, pero para un n igual a 10 000 millones, X=53% y para una n=100 000 millones es un 0,17%. A medida que n se acerca a infinito, la probabilidad de X tiende a cero. Esto es, haciendo n lo suficientemente grande, X puede ser tan pequeño como uno quiera (sin que llegue a cero). Si considerásemos las veces que se escribiría “banana” entre bloques de 6 letras, X tendería a 0 incluso más rápidamente. El mismo argumento se aplica si el mono estuviese escribiendo cualquier otra cadena de caracteres de cualquier tamaño.
Esta demostración muestra por qué infinitos monos podrían (con casi toda probabilidad) producir un texto tan rápidamente como pudiese ser escrito por un mecanografiador humano copiándolo desde el original. En este caso X=(1-1/506)n, donde X representa la probabilidad de que ninguno de los primeros n monos escribiese banana a la primera. Cuando consideremos 100 000 millones de monos, la probabilidad cae al 0,17% y a medida que n aumenta, X (la probabilidad de que todos los monos fallen al escribir un texto dado) tiende a 0, pero nunca logra alcanzarlo.

## Enunciado formal
A pesar de que el teorema del mono infinito es a menudo expresado de manera informal, un enunciado formal del mismo esclarecería su significado exacto. Es más fácil de expresar en las cadenas de texto de la ciencia de computadoras, que son secuencias finitas de caracteres de un determinado alfabeto. En este estado, las dos sentencias superiores podrían ser expresadas formalmente como:
- Dada una cadena infinita donde cada carácter es elegido de manera aleatoria, cualquier cadena finita casi seguramente (probabilidad 1) ocurre como subcadena de la primera en alguna posición (de hecho, en infinitas posiciones).

- Dada una infinita secuencia de infinitas cadenas iguales a la primera, donde cada carácter de cada cadena es elegido de forma aleatoria, cualquier cadena finita casi seguramente ocurre como un prefijo de una de esas cadenas infinitas (de hecho, como prefijo de infinitas de dichas cadenas en la secuencia).

Ambas sentencias se extraen sencillamente del segundo lema de Borel-Cantelli. Suponiendo que nuestro texto deseado tiene una longitud n, para el segundo teorema, Ek es el suceso de que la k-ésima cadena comience con el texto dado. Dado que esto tiene la probabilidad p no cero de ocurrir, la Ek es independiente y la suma inferior diverge, la probabilidad de que infinitas Ek ocurran es 1. El primer teorema es igual, salvo que dividimos la cadena aleatoria en bloques no sobrepuestos de n caracteres cada uno y hacemos Ek el evento en que el bloque k-ésimo iguala la cadena deseada.
{\displaystyle \sum _{i=1}^{\infty }P(E_{k})=\sum _{i=1}^{\infty }p=\infty .}
De hecho, incluso yendo a infinito puede ser excesivo. Si el alfabeto tiene un tamaño a, entonces puede ser demostrado que la probabilidad de que una de las primeros an ocurra es al menos 1/2. Entonces, 20an intentos podrían ser suficientes para escribir el texto dado con una probabilidad muy próxima a 1. El problema incluso hace paralelismo bien: k monos pueden escribir el texto k veces más rápido. Para un n pequeño no es demasiado malo. Por ejemplo, mil monos escribiendo letras al azar a un ritmo de 100 caracteres por minuto podrían probablemente escribir la palabra «banana» en unas seis semanas.
Este teorema es una instancia de la Ley Cero-Uno de Kolmogórov.

## Probabilidades

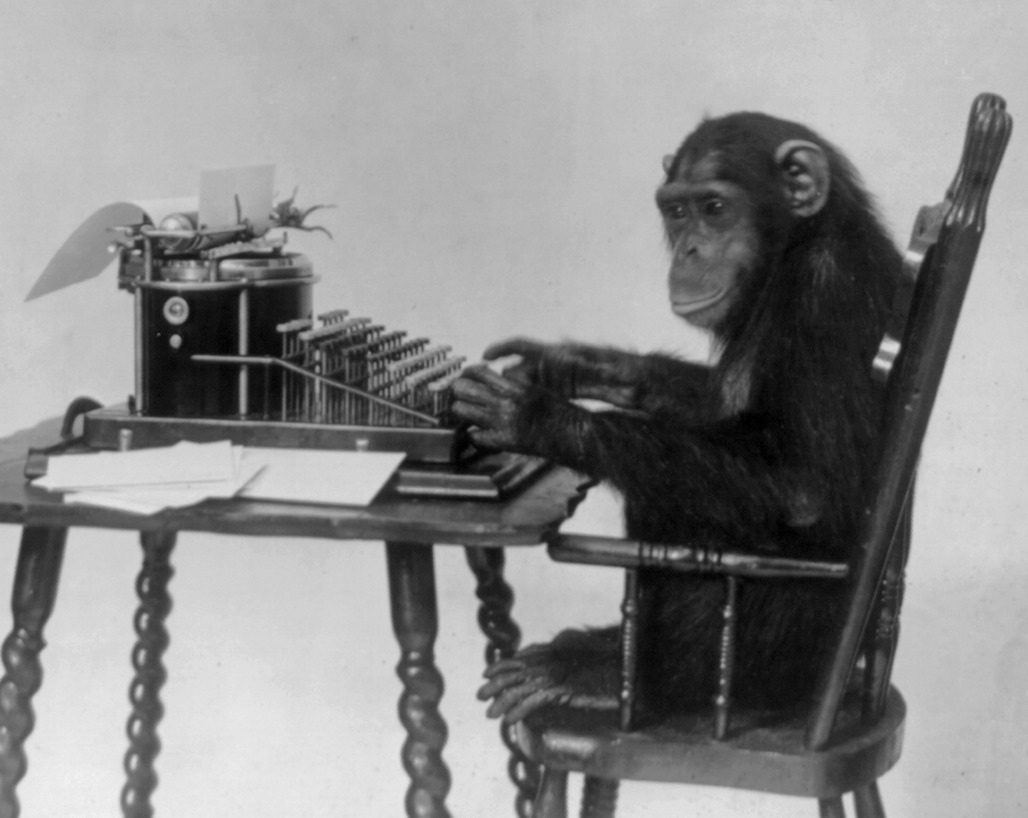
Pan troglodytes actuando como humanos, Máquinas de escribir

Ignorando puntuación, espaciamiento y mayúsculas/minúsculas y asumiendo una distribución uniforme de letras, un mono tiene una probabilidad entre 26 de escribir correctamente la primera letra de Hamlet. La probabilidad de que escriba bien las dos primeras letras es 1 entre 676 (26 veces 26). Cuando 20 letras hayan sido escritas, las probabilidades de que hayan sido las correctas se reducen a una entre 2620=19.928.148.895.209.409.152.340.197.376, aproximadamente la misma probabilidad de que a una misma persona le toquen 4 loterías consecutivas. En caso del texto completo de Hamlet, la probabilidad es tan abismalmente pequeña que difícilmente puede ser concebida en términos humanos. El texto de Hamlet, eliminando cualquier puntuación, contiene unas 130.000 letras.
El mero hecho de que exista una oportunidad, sin embargo, es la clave del teorema de los infinitos monos, dado que la ley Cero-Uno de Kolmogórov dice que dada una serie infinita de sucesos independientes debe tener una probabilidad de 0 o 1. Dado que hemos demostrado arriba que la probabilidad no es 0, debe ser entonces 1. Considerar que un acontecimiento tan improbable es seguro que acontezca ocurrido un tiempo infinito puede darnos una idea de la enormidad del término infinito.
Gian-Carlo Rota escribió un libro de texto sobre la probabilidad (no terminado cuando murió):
“Si el mono pudiese pulsar una tecla cada nanosegundo, el tiempo esperado hasta que escribiese Hamlet es tan grande que la edad estimada del universo es insignificante en comparación... Este no es un buen método de escribir libros (No podemos resistir la tentación de citar a A. N. Whitehead, “No iré al infinito”).”
En The Nature of the Physical World: The Gifford Lectures (MacMillan, Nueva York, 1929, página 72), el físico Arthur Eddington escribió:
“Si dejase mis dedos vagar ociosos sobre las teclas de una máquina de escribir podría pasar que surgiese una oración inteligible. Si una legión de monos estuviesen escribiendo en máquinas de escribir, podrían escribir todos los libros del Museo Británico. La probabilidad es decididamente más favorable que la probabilidad de que las moléculas contenidas en un recipiente ocupasen sólo la mitad del mismo”.
En física, pues, la fuerza del argumento de los monos reside no en la probabilidad de que los monos finalmente produzcan algo inteligible, sino en la realidad práctica de que no lo harán. Cualquier proceso físico que es menos probable que el éxito de los monos es efectivamente imposible. Esta es la base de la segunda ley de la termodinámica.

## Mitos acerca del origen
A veces se ha afirmado, a pesar de que es prácticamente imposible, que el uso de Borel de los monos y las máquinas de escribir en su teorema está inspirado en el argumento usado por Thomas Henry Huxley el 30 de junio de 1860. Huxley discutía con el obispo anglicano de Oxford, Samuel Wilberforce, en la reunión del British Association for the Advancement of Science en Oxford, del cual Wilberforce era vicepresidente. Wilberforce se hallaba irritado por la publicación de El origen de las especies de Charles Darwin unos meses antes, en noviembre de 1859. No existe una transcripción del debate, ni tampoco archivos contemporáneos a los mismos ni las notas de Huxley incluyen referencia alguna al teorema del mono infinito. La asociación de dicho debate con el teorema de los infinitos monos es probablemente una leyenda urbana, disparada por el hecho de que dicho debate incluyó ciertas referencias a los monos: El obispo preguntó a Huxley si descendía de un mono por parte de madre o de padre y Huxley contestó que prefería descender de un mono que de alguien que argumentaba tan descortésmente como el obispo. Es difícil pensar que Huxley hiciese referencia a una máquina de escribir. A pesar de que las primeras patentes de las mismas fueron concedidas en 1714, la producción comercial no comenzó hasta 1870 y un orador tan habilidoso como Huxley rara vez hubiese depositado el peso de su argumentación en un invento que hubiese sido desconocido casi para la mayoría de su audiencia.

## Experimentos
Este es un experimento que claramente no puede ser llevado a la práctica, dado que requiere o bien un tiempo infinito o bien recursos infinitos. A pesar de ello, ha inspirado esfuerzos en la creación aleatoria de texto.
El sitio web The Monkey Shakespeare Simulator, puesto en marcha el 1 de julio de 2003, contiene un applet en Java que simula una gran población de monos escribiendo al azar, con la intención de ver cuanto tiempo toma a los monos virtuales completar una obra de Shakespeare desde el principio al fin. El 3 de enero de 2005 se encontraron 24 letras consecutivas que formaban un pequeño fragmento de Enrique VI, parte 2: 
RUMOUR. Open your ears; 9r"5j5&?OWTY Z0d
Posteriormente, el mismo experimento, logró 30 letras de Julio César de Shakespeare:
VALENTINE. Cease toIdor:eFLP0FRjWK78aXzVOwm)-‘;8.t
Debido a limitaciones en la capacidad de procesamiento, el programa usa un modelo probabilístico (mediante el uso de un generador de números aleatorios) en lugar de generar texto aleatorio y compararlo con Shakespeare. Cuando el simulador detecta una similitud (esto es, cuando el generador de números aleatorios genera un determinado valor dentro de un determinado rango), el simulador emula la coincidencias generando el texto de la misma.
En 2003, científicos en Paignton Zoo y la Universidad de Plymouth, en Devon, Inglaterra, reportaron que dejaron un teclado de computadora en la jaula de seis macacos durante un mes. No sólo los monos no hicieron más que producir cinco páginas consistentes en una larga serie de la letra S, sino que comenzaron a atacar el teclado con una piedra y siguieron orinando y defecando sobre él.
El programador estadounidense Jesse Anderson inspirado por un capítulo de Los Simpson decidió crear el 21 de agosto de 2011 un proyecto donde "monos" virtuales teclean aleatoriamente y ya están cerca de alcanzar los 5,5 billones de combinaciones estimadas en el proyecto, según Anderson.
Además, han llegado a recrear una pieza completa: el poema shakespereano A Lover's Complaint (Querellas de una amante). Aunque su proyecto tiene algunas modificaciones técnicas que facilitan que los textos sean recreados.

## Literatura y cultura popular
Los viajes de Gulliver (1782) de Jonathan Swift anticipa la idea central del teorema, describiendo a un profesor de la Gran Academy of Lagado que intenta crear una lista completa de todo el conocimiento teniendo a sus estudiantes constantemente escribiendo líneas de letras al azar haciendo girar las manivelas de un mecanismo (Parte tres, Capítulo cinco).
En un relato corto de Russell Maloney, "Inflexible Logic", aparecido en The New Yorker en 1940, el protagonista siente que su posición económica le obligaba a ayudar a la ciencia, por lo que decidió probar la teoría. Sus monos inmediatamente comenzaron a escribir, sin error, clásicos de ficción y de no ficción. El millonario estaba asombrado de ver las impolutas versiones de los diarios de Samuel Pepys, del cual él sólo poseía una copia de una edición bowdlerizada.
Un argumento similar se hallaba en el relato La biblioteca de Babel, de Jorge Luis Borges, describiendo una biblioteca que contiene todos los libros posibles generados de la permutación de 25 signos en 410 páginas. Entre todos los volúmenes tiene que estar el definitivo, el que contenga la verdad sobre el universo. Por eso los habitantes de la biblioteca consagran su vida a encontrar este libro total. Borges hace referencia explícita a la idea de un mono infinito en su ensayo La biblioteca total, que de alguna manera es precursor de La biblioteca de Babel, trazando, además, el origen de la idea hasta un pasaje sobre la cosmogonía de Leucipo en el primer libro de Metafísica de Aristóteles.
Michael Ende en su famoso libro La historia interminable plasma la misma idea en un país de Fantasía, cuyo vigilante es un mono. Sus habitantes, llamados los Antiguos Emperadores, juegan "El juego de la arbitrariedad", en el que lanzan una especie de dados de letras cuyos resultados van compilando. Cada ciertos años surgen palabras, "si se sigue jugando cien años, mil años, cien mil años, con toda probabilidad saldrá una vez, por casualidad, un poema. Y si se juega eternamente tendrán que surgir todos los poemas, todas las historias posibles, y luego todas las historias de historias, incluida ésta en la que precisamente estamos hablando".
La cultura popular también hace referencias a este teorema. En un episodio de Los Simpson, Last Exit to Springfield, Montgomery Burns tiene una de las habitaciones de su mansión llena con mil monos con máquinas de escribir, uno de los cuales es castigado por escribir mal una letra de Historia de dos ciudades de Dickens. En Padre de familia aparecen un grupo de monos colaborando en una línea de Romeo y Julieta de Shakespeare en una escena cortada. En la Guía del Autoestopista Galáctico, Ford Prefect y Arthur Dent, bajo la influencia de la navegación de la improbabilidad infinita son asaltados por un infinito número de monos que quieren su opinión sobre su texto de Hamlet. En las tiras cómicas de Dilbert, Dogbert le dice a Dilbert que su informe le tomaría a tres monos diez minutos. El primer disco de la banda de punk rock de Leeds The Mekons, "The Quality of Mercy is Not Strnen", editado originalmente por Virgin Records en el Reino Unido en 1979 mostraba la foto de portada de un chimpancé escribiendo en una máquina.
El teorema es también la base de la obra de teatro de un acto de David Ives, llamada "Words, words, words", que aparece en su colección "Al in the Timing". En ella, tres monos, llamados John Milton, Jonathan Swift y Franz Kafka son recluidos en una jaula hasta que escriban Hamlet. Hay un relato corto en tono de humor de R. A. Lafferty llamado "Been a Long, Long Time" en el cual un ángel es castigado a tener que repasar el texto hasta que en algún futuro distante (después de que un trillón de universos hayan nacido y muerto) los monos produzcan una copia perfecta de una obra de Shakespeare.
En la obra de Tom Stoppard Rosencrantz & Guildenstern are Dead un personaje dice "Si un millón de monos..." y luego no puede continuar, debido a que el personaje está en Hamlet. Luego, finaliza la frase de manera diferente.
En el año 2000, el RFC del 1 de abril del comité de estándares de Internet de la IETF propuso una «Familia de Protocolos de Infinitos Monos (IMPS)», un método para dirigir una granja de infinitos monos por Internet.
En el número 25 del cómic Animal Man de Grant Morrison, titulado "el rompecabezas del mono", aparece este animal en la portada escribiendo a máquina el guion del mismo. En el interior, este mismo mono no sólo escribe obras de Shakespeare, además guioniza tebeos.
Robert Wilensky observó jocosamente en 1996: «Todos hemos oído decir que un millón de monos aporreando un millón de máquinas de escribir eventualmente escribirían las obras completas de Shakespeare. Hoy, gracias a Internet, sabemos que eso no es verdad».
El comediante Bob Newhart tiene desde los años 1960 un gag en el cual un técnico de laboratorio supervisa un experimento con "un número infinito de monos" y descubre que uno de los monos ha escrito "Ser o no ser; esa es la gezortenblatt." ('To be or not to be — that is thegrrdnm zsplkt.)
Goats, un popular webcómic ilustrado por Jonathan Rosenberg, comenzó en agosto de 2005 una historia llamada infinite typewriters («infinitos mecanógrafos») donde varios personajes se teletransportan accidentalmente a una dimensión alternativa.  Allí descubren que esa dimensión está poblada de monos con máquinas de escribir, presumiblemente escribiendo los guiones para otras muchas dimensiones.